# Gilsdorf (Bad Münstereifel)
Gilsdorf ist ein Stadtteil von Bad Münstereifel im Kreis Euskirchen, Nordrhein-Westfalen.

## Lage
Der Ort liegt westlich von Bad Münstereifel. Am Ortsrand verläuft die Landesstraße 206. Daneben fließt der Eschweilerbach.

## Geschichte
Gilsdorf wurde im Jahre 846 erstmals als geslichesthorph in einer Schenkungsurkunde von Kaiser Lothar I. aufgeführt.
Auch im Besitzverzeichnis der Abtei Prüm von 893 wurde der Ort erwähnt, diesmal unter der Bezeichnung kelichesdorpht.
Gilsdorf gehörte zur eigenständigen Gemeinde Nöthen, bis diese am 1. Juli 1969 nach Bad Münstereifel eingemeindet wurde.
Gilsdorf musste durch das Hochwasser am 27./28. September 2007 teilweise evakuiert werden. Der Starkregen im Kreis Euskirchen zog den bisher größten Einsatz der Hilfsorganisationen in NRW nach sich.

## Verkehr
Die VRS-Buslinie 821 der RVK verbindet den Ort mit Bad Münstereifel und Nettersheim, überwiegend als TaxiBusPlus im Bedarfsverkehr.
| Linie | Verlauf |
| ----- | --- |
| 821   | MiKE (außer im Schülerverkehr): Bad Münstereifel Bf – Bad Münstereifel Eifelbad – Nöthen – Gilsdorf – Pesch – Zingsheim – Nettersheim Bf |